# Número interprimo
En matemáticas, un número interprimo (o número entre primos) es la media aritmética de dos primos impares consecutivos. Por ejemplo, 9 es un número interprimo porque es el promedio de 7 y 11. Los primeros números interprimos son:
4, 6, 9, 12, 15, 18, 21, 26, 30, 34, 39, 42, 45, 50, 56, 60, 64, 69, 72, 76, 81, 86, 93, 99, ... (sucesión A024675 en OEIS)
Los interprimos no pueden ser primos ellos mismos (de lo contrario, los primos no habrían sido consecutivos).
Hay infinitos números primos y, por lo tanto, también infinitos números interprimos. A 2018 el interprimo más grande conocido puede ser el número de 388342 dígitos n = 2996863034895 · 21290000, donde n + 1 es el número primo gemelo más grande conocido.